# My
My [myː] (altgriechisches Neutrum μῦ und neugriechisch Μι, μι, μυ [mi]; Majuskel: Μ, Minuskel: μ) ist der 12. Buchstabe des griechischen Alphabets und hat nach dem milesischen System den Zahlwert 40.

## Herkunft
→ siehe: M #Herkunft

## Mikro-Zeichen µ
Im Internationalen Einheitensystem (SI) wird der Buchstabe μ als einziger nicht-lateinischer Buchstabe als Vorsatz für Einheitenzeichen verwendet, z. B. in „µm“ für Mikrometer. Die 7-Bit-Zeichenkodierung (ASCII) der frühen Computer konnte aber nur die 2×26 einfachen lateinischen Groß- und Kleinbuchstaben verarbeiten. Als in den 1980er Jahren verschiedene 8-Bit-Kodierungen entwickelt wurden, um Umlaute und Buchstaben mit Akzenten darstellen zu können, wurde oft auch das μ als Sonderzeichen eingefügt, insbesondere in die Codepage Latin-1, das spätere ISO 8859-1. In den 1990er Jahren etablierte sich der Unicode-Standard. Aufbauend auf der ISO-8859-1-Codepage, die unverändert übernommen wurde, enthält er Codierungen für eine Vielzahl weiterer Zeichen, so auch für das griechische Alphabet.
Aufgrund dieser Historie ist das μ in Unicode doppelt vorhanden: als Buchstabe im griechischen Alphabet (U+03BC greek small letter mu) und als Sonderzeichen aus dem ISO-8859-1-Zeichensatz, das zur Unterscheidung „Mikro-Zeichen“ oder Mikrozeichen (U+00B5 micro sign) genannt wird. Beide Kodierungen sind compatibility equivalent, d. h. auch formal in bestimmten Kontexten (Suche, URL) als äquivalent anzusehen, können aber in Computerschriftarten leicht unterschiedlich dargestellt werden.
Auf der deutschen PC-Tastatur erzeugt Alt Gr + m das Mikro-Zeichen µ, auf der Mac-Tastatur wird es mit alt ⌥ + m erreicht. In LaTeX wird \micro verwendet. Die HTML-Entität lautet &micro;.

Die Zeichenfolge „Mikro-Zeichen“ + „Buchstabe My“ in den Schriftarten Times New Roman, Andron Mega Corpus, Linux Libertine und DejaVu Serif. Subtile Unterschiede sind selbst in den Times-New-Roman-Glyphen sichtbar, bei denen die abschließenden Tropfen der Unterlänge nicht genau gleich ausfallen.

## Verwendung

### Naturwissenschaften
Der Kleinbuchstabe μ wird benutzt
- für Maßeinheiten
  - als Kurzzeichen des Präfixes „Mikro-“ im SI-Einheitensystem (das Präfix bedeutet 10−6 bzw. ein Millionstel, zum Beispiel ist ein μW ein Millionstel Watt),
  - früher auch für die Längeneinheit Mikron (μ), eine 1967 abgeschaffte[7] Bezeichnung für den Mikrometer;
- in der Chemie
  - für das chemische Potential,
  - für den Joule-Thomson-Koeffizienten;
- in der Physik
  - für den Absorptionskoeffizienten,
  - für die Beweglichkeit und Elektronenmobilität,
  - für Reibungskoeffizienten,
  - für die magnetische Permeabilität,
  - für das magnetische Dipolmoment,
  - für die reduzierte Masse,
  - für den Wasserdampfdiffusionswiderstand (Bauphysik),
  - für das Myon (ein Elementarteilchen);
- in der Astronomie
  - für die Eigenbewegung.

### Mathematik
Der Kleinbuchstabe μ wird benutzt
- für die Möbiussche μ-Funktion,
- für den Erwartungswert einer Zufallsvariablen, falls dieser eine reelle Zahl ist,
- für ein Maß in der Maßtheorie,
- in der analytischen Geometrie häufig als Parameter neben λ von Ebenen in der Parameterform.

### Eigennamen
Das My taucht als Bestandteil von Eigennamen verschiedener (Anwendungs-)Software auf:
- Torrentclient: μTorrent
- Multiuser-Version von WordPress: WordPress μ
- Bentley µStation

Weil bei Computern lange Zeit nur eingeschränkte Zeichensätze bzw. Zeichensatztabellen vorhanden waren, beispielsweise ASCII, wurde das „μ“ meist als u geschrieben, sodass auch die entsprechenden Dateinamen und Pakete meist mit „u“ geschrieben werden. So heißen Mikrocode-Pakete etwa „ucode“ statt μcode, und auch μTorrent wird über uTorrent.exe aufgerufen.